# Untersee (Blankensee)
Der Untersee ist ein See bei Blankensee im Landkreis Vorpommern-Greifswald in Mecklenburg-Vorpommern.
Das etwa 2,3 Hektar große Gewässer befindet sich im Gemeindegebiet von Blankensee, 300 Meter südlich vom Ortszentrum entfernt. Der See hat keinen natürlichen Abfluss, ihm wird aber durch ein südliches Grabensystem Wasser zugeführt. Die maximale Ausdehnung des Untersees beträgt etwa 240 mal 130 Meter.